# Elisabeth Piltz
Elisabeth Anna Cecilia Piltz, född den 7 mars 1938 i Ödeborg i Dalsland, död den 23 januari 2018 i Uppsala, var en svensk konstvetare och professor i bysantinsk konstvetenskap.
Hon var dotter till kyrkoherden Constantin Piltz och lektor Signe Piltz samt syster till prästen och latinisten Anders Piltz.
Elisabeth Piltz är begravd på Färgelanda kyrkogård.